# Eduard Picker
Eduard Picker (* 3. November 1940 in Koblenz am Rhein) ist ein deutscher Rechtswissenschaftler und Professor an der Eberhard Karls Universität Tübingen.

## Leben
Nach dem Studium an der Freien Universität Berlin, der Rheinischen Friedrich-Wilhelms-Universität Bonn und an der Deutschen Hochschule für Verwaltungswissenschaften Speyer promovierte Picker 1971 in Bonn mit der Arbeit „Der negatorische Beseitigungsanspruch“ bei seinem Lehrer Werner Flume, bei dem er von 1969 bis 1978 Assistent war. 1978 wurde Picker mit seiner Schrift „Die Drittwiderspruchsklage in ihrer geschichtlichen Entwicklung als Beispiel für das Zusammenwirken von materiellem Recht und Prozessrecht“ an der Universität Bonn habilitiert und erhielt die Venia Legendi für Bürgerliches Recht, Zivilprozessrecht, Römisches Recht und Privatrechtsgeschichte der Neuzeit. Im weiteren Verlauf seiner wissenschaftlichen Betätigung widmete Picker sich verstärkt auch dem kollektiven Arbeitsrecht und der Problematik des sogenannten „Wrongful life“. Er zeichnet sich, gerade auch im allgemeinen Zivilrecht, durch grundlegende dogmatische Arbeiten aus. Seine Arbeiten wurden vielfach übersetzt ins Japanische, Polnische, Italienische sowie – derzeit geplant – ins Russische.
Nach seiner Habilitation lehrte Picker im Rahmen von Lehrstuhlvertretungen im WS 1978/1979 an der Christian-Albrechts-Universität Kiel und im SS 1979 an der Universität Konstanz und wurde zum WS 1979/1980 – unter Ablehnung von Rufen an die Universitäten Köln und Konstanz – ordentlicher Professor an der Universität Regensburg (Lehrstuhl für Bürgerliches Recht und Römisches Recht, Nachfolge Dieter Medicus). 1985 lehnte er einen Ruf an die Universität Bern ab. Seit 1986 lehrt Picker an der Universität Tübingen (Lehrstuhl für Bürgerliches Recht, Arbeitsrecht und Privatrechtsgeschichte der Neuzeit). Im Rahmen eines „Austauschprogrammes“ zum Ausbau der Technischen Universität Dresden zu einer Volluniversität zwischen den Juristischen Fakultäten der Technischen Universität Dresden und der Eberhard Karls Universität Tübingen hat Picker zwei Semester (WS 1993-SS 1994) an der Technischen Universität Dresden gelehrt. Von 1995 bis 1997 war er Dekan der Juristischen Fakultät der Universität Tübingen; mit Ablauf des Sommersemesters 2008 wurde er emeritiert; er liest jedoch noch weiter an der Juristischen Fakultät zum „System des Bürgerlichen Vermögensrechts“.
Picker ist Mitherausgeber der Zeitschrift für Arbeitsrecht (ZfA) und federführender Herausgeber der Tübinger Rechtswissenschaftlichen Abhandlungen (TübRA) sowie ordentliches Mitglied der Heidelberger Akademie der Wissenschaften.
Zu seinen Schülern zählen Thomas Lobinger (Heidelberg) und Felix Hartmann (Rechtswissenschaftler).
Eduard Picker ist mit Elke Picker, geb. Heinemeyer, verheiratet und hat vier Kinder. Seine Tochter Ulrike Picker ist Richterin am Bundesgerichtshof, sein Sohn Christian Picker Professor für Bürgerliches Recht.

## Positionen
Als Verfechter der Privatautonomie gehört Picker zu den Kritikern des Allgemeinen Gleichbehandlungsgesetzes (AGG), das den Diskriminierungsschutz u. a. im Arbeitsleben zu gewährleisten beabsichtigt. Ihm zufolge führt die Umsetzung des Gesetzes in der Praxis in Anlehnung an den Terror der französischen Revolution zu „Inquisitionskomitees von wahrhaft Robespierre’schem Charakter“.

## Schriften
Aufsätze
- Positive Forderungsverletzung und culpa in contrahendo. Zur Problematik der Haftungen „zwischen“ Vertrag und Delikt. In: Archiv für die civilistische Praxis (AcP), Jahrgang 183 (1983), S. 369–520, ISSN 0003-8997.
- Rechtsgeschichte und Rechtsdogmatik. In: Archiv für die civilistische Praxis (AcP), Jahrgang 201 (2001), S. 763–859, ISSN 0003-8997.
- Antidiskriminierungsprogramme im freiheitlichen Privatrecht. In: Egon Lorenz (Hrsg.): Karlsruher Forum 2004. Haftung wegen Diskriminierung nach derzeitigem und zukünftigem Recht (Schriftenreihe der Zeitschrift „Versicherungsrecht“; Band 31). Verlag Versicherungsrecht, Karlsruhe 2005, ISBN 3-89952-199-4, S. 7–115.

Monographien
- Der negatorische Beseitigungsanspruch (Bonner rechtswissenschaftliche Abhandlungen; 92). Keip, Goldbach 1995, ISBN 3-7928-0323-2 (Nachdruck, Bonn 1972; zugleich Dissertation, Universität Bonn 1971).
- Die Drittwiderspruchsklage in ihrer geschichtlichen Entwicklung als Beispiel für das Zusammenwirken von materiellem Recht und Prozessrecht. Heymann, Köln 1981, ISBN 3-452-18952-X (zugleich Habilitationsschrift, Universität Bonn).
- Der Warnstreik und die Funktion des Arbeitskampfes in der Privatrechtsordnung. Heymann, Köln 1983, ISBN 3-452-19393-4.
- Die Regelung der „Arbeits- und Wirtschaftsbedingungen“. Vertragsprinzip oder Kampfprinzip? (Kleine Reihe der Walter-Raymond-Stiftung; Band 44). Wirtschaftsverlag Bachem, Köln 1988, ISBN 3-89172-133-1.
- Schadensersatz für das unerwünschte eigene Leben. „Wrongful Life“ (Tübinger Rechtswissenschaftliche Abhandlungen; Band 80). Mohr, Tübingen 1995, ISBN 3-16-146495-8.[2]
- Die Tarifautonomie in der deutschen Arbeitsverfassung (Kleine Reihe der Walter-Raymond-Stiftung; Band 67). Wirtschaftsverlag Bachem, Köln 2000, ISBN 3-89172-439-X.
- Menschenwürde und Menschenleben. Das Auseinanderdriften zweier fundamentaler Werte als Ausdruck der wachsenden Relativierung des Menschen. Klett-Cotta, Stuttgart 2002, ISBN 3-608-94351-X.
- Zwei Reden an die Studierenden im Dekanat Wintersemester 1995/96 (Tübinger Universitätsreden/N.F.; Band 38). Universität, Tübingen 2003, ISSN 0564-4283.
- Privatrechssystem und negatorischer Rechtsschutz (= Tübinger rechtswissenschaftliche Abhandlungen, Band 92). Mohr Siebeck, Tübingen 2019, ISBN 978-3-16-147615-0.